# Якуниха (река)
Якуниха — река в России, протекает в Александровском районе Пермского края. Устье реки находится в 225 км по правому берегу реки Яйва. Длина реки составляет 15 км.
Исток реки на Среднем Урале, в междуречье Яйвы и Ульвича. Течёт главным образом в южном и юго-восточном направлениях, течение носит горный характер.

## Данные водного реестра
По данным государственного водного реестра России относится к Камскому бассейновому округу, водохозяйственный участок реки — Кама от города Березники до Камского гидроузла, без реки Косьва (от истока до Широковского гидроузла), Чусовая и Сылва, речной подбассейн реки — бассейны притоков Камы до впадения Белой. Речной бассейн реки — Кама.
По данным геоинформационной системы водохозяйственного районирования территории РФ, подготовленной Федеральным агентством водных ресурсов:
- Код водного объекта в государственном водном реестре — 10010100912111100007086
- Код по гидрологической изученности (ГИ) — 111100708
- Код бассейна — 10.01.01.009
- Номер тома по ГИ — 11
- Выпуск по ГИ — 1